# Броница (Волынская область)
Бро́ница (укр. Брониця) — село в Камень-Каширской городской общине Камень-Каширского района Волынской области Украины.
Население по переписи 2001 года составляет 1310 человек. Почтовый индекс — 44535. Телефонный код — 3357. Занимает площадь 2,693 км².